# Täljsten

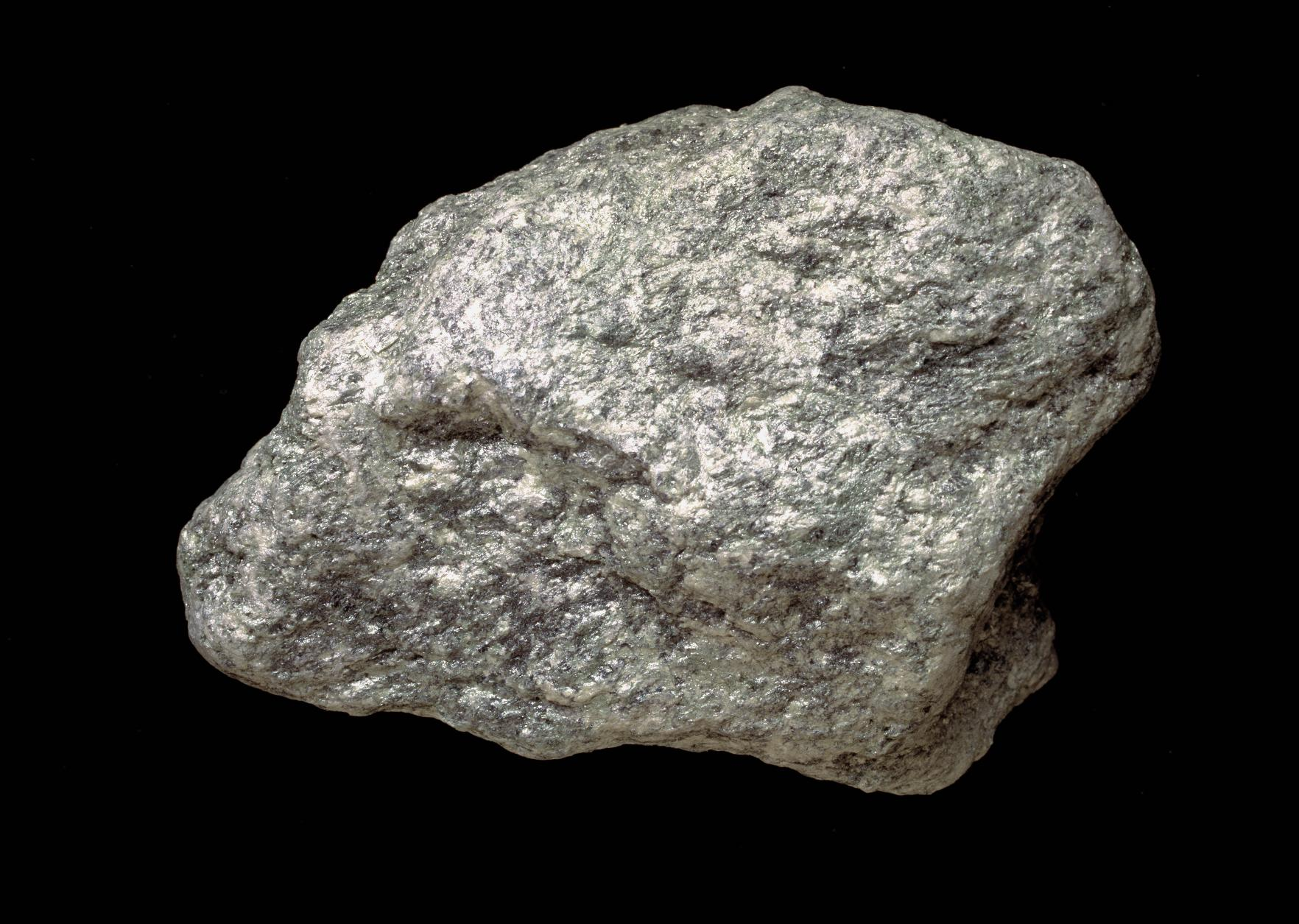
Täljsten

Täljsten, eller grytsten, är en metamorf bergart och består av en blandning av minst 50 % talk samt magnesiumsilikat/klorit. Täljsten är en relativt mjuk och lättarbetad sten. Den mjukare stealiten kan man skrapa med en nagel. Täljsten är tålig mot kemikalier och vid kontakt ändrar den varken färg eller struktur. Den känns vid beröring något oljig. Exponerad utomhus blir den hårdare genom oxidation och fuktförlust. Täljsten har använts i århundraden för att skära i. Skulpturerna i Hoysalatemplet i Belūr, Indien, är gjorda av täljsten.

## Uppbyggnad
De båda mineral som täljstenen består av är hoptovade med varandra utan struktur, till en massa som är seg och fast sammanhängande. Mängden talk bestämmer hur lättbearbetad täljstenen är och vad som i övrigt är inblandat bestämmer färg och utseende.

## Uppkomst och förekomst
Täljstenen i Jämtland bildades för cirka 400 miljoner år sedan när Kaledoniderna bildades.  Ute till havs trängde magma upp och under trycket och den enorma hettan ombildades bergarten olivin till talk, genom att den blandades med vattnet (hydratiserat magnesiumsilikat). Under veckningen och omvandlingsprocessen, som pågick i cirka 3 miljoner år, sköts den talkrika bergarten, täljsten, upp i klov längs hela bergskedjan.

### Brytning
I Sverige bröts täljsten mycket tidigt i området kring Handöl. År 1900 startade Handöls Täljstens och Vattenkrafts AB brytning i området. I Handöl är mängden talk cirka 90 procent, och järn och klorit färgar täljstenen där grågrön.

## Egenskaper
Täljsten går lätt att rispa med nageln, och kan skäras med kniv, huggas eller sågas. Talk är ett flakmineral, vilket gör att ytan upplevs som fet, och man kan steka på den utan fett. Den stora mängden talk och den höga specifika vikten gör att stenen snabbt tar åt sig av den omgivande värmen och lämnar den ifrån sig långsamt. Den har en bättre värmelagrande förmåga än de flesta andra material. Den är så gott som osmältbar. Den är eldfast. Den kan tas direkt från stark värme till kyla utan att ta skada. Den påverkas nästan inte alls av sura eller basiska ämnen.

### Fysikaliska egenskaper
- Densitet: 2860 kg/m3
- Tryckhållfasthet vinkelrätt klovet (klyvytan): 23,5 MPa
- Hårdhet (Mohs hårdhetsskala): 1–2 (det vill säga kan repas med nagel)
- Smältpunkt: 1375 °C, 1600 °C (två mätningar finns)
- Specifik värmekapacitet: 0,80 kJ/kg °C
- Värmeledningsförmåga (λ):
  - λ (22,7 0,80 kJ/kg °C)[förtydliga]: 1,87 W/(m·K)
  - λ (437,0 0,80 kJ/kg °C): 1,52 W/(m·K)
  - λ (648,0 0,80 kJ/kg °C): 1,12 W/(m·K)
  - λ (798,0 0,80 kJ/kg °C): 1,09 W/(m·K)
- Längdutvidgningskoefficient (α): mellan 20 °C och 500 °C: 7,9×10-6

Täljsten kan variera i mineralogiskt innehåll och ovanstående värden kan därför variera något.

## Användning
Historiskt sett har täljsten använts till kokkärl (därav namnet grytsten) och gjutformar. Numera (2007) används täljsten på grund av sina värmelagrande egenskaper främst i kaminer. Täljsten förekommer också i handeln som små kuber som efter nedkylning ska ersätta isbitar i drinkar, som stekstenar vilka efter uppvärmning i ugn används för att steka maten (i synnerhet mindre köttstycken) direkt vid matbordet, samt i diverse prydnadsföremål.
Täljsten har även använts som material i högtalarlådor.